# ستيف فريمان
ستيف فريمان (بالإنجليزية: Steve Freeman)‏ (6 أبريل 1975 بالولايات المتحدة - ) هو مدرب كرة قدم ولاعب كرة قدم أمريكي في مركز الوسط. لعب مع Albany Alleycats ‏ وAlbany BWP Highlanders ‏.